# بيتر فاريل (لاعب كرة قدم)
بيتر فاريل (بالإنجليزية: Peter Farrell)‏ (10 يناير 1957 في المملكة المتحدة - ) هو مدرب كرة قدم ولاعب كرة قدم بريطاني في مركز الوسط. لعب مع بورت فايل وشروزبري تاون ونادي أبويل ونادي بوري ونادي دونكاستر روفرز ونادي روتشديل ونادي غوتبورغ ونادي كرو ألكساندرا ونادي كيفلافيك وهاميلتون أكاديميكال ونادي بارو.

## وصلات خارجية
- بيتر فاريل على موقع قاعدة بيانات كرة القدم.إي يو (الإنجليزية)